# 卡尼斯夫盧赫山
47°19′54″N 9°55′37″E / 47.33167°N 9.92694°E

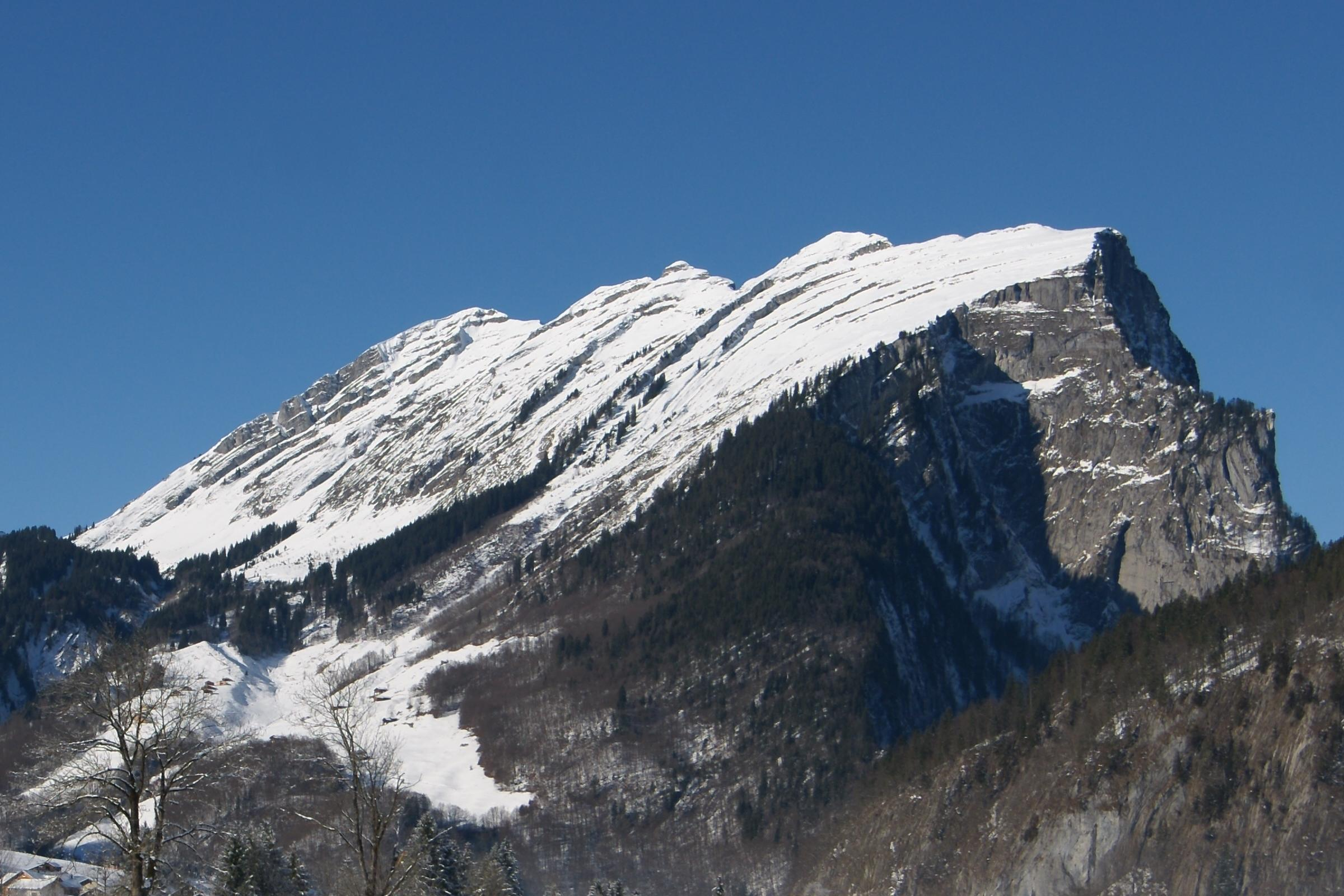

卡尼斯夫盧赫山（德語：Kanisfluh），是奧地利的山峰，位於該國西部，由福拉爾貝格州負責管轄，屬於布雷根茨森林山脈的一部分，海拔高度2,044米，每年平均降雨量1,852毫米。